# Sidney Altman
Sidney Altman (Montréal, 7 maggio 1939 – Rockleigh, 5 aprile 2022) è stato un chimico statunitense di origine canadese, vincitore del Premio Nobel nel 1989.

## Biografia
Docente dell'Università di Yale dal 1971, nel 1982 dimostrò la caratteristica propria dell'acido ribonucleico ad agire da catalizzatore biologico. Per questa scoperta fu insignito del premio Nobel per la chimica nel 1989, insieme allo statunitense Thomas Cech, che arrivò allo stesso risultato pur non avendo collaborato con Altman.